# Asplundia pittieri
Asplundia pittieri är en enhjärtbladig växtart som först beskrevs av Robert Everard Woodson, och fick sitt nu gällande namn av Gunnar Wilhelm Harling. Asplundia pittieri ingår i släktet Asplundia och familjen Cyclanthaceae. Inga underarter finns listade.